# Stærekassen
Stærekassen var, indtil ibrugtagningen af det nye Skuespilhus i februar 2008, en af de tre scener i Det kongelige Teater og hed oprindeligt Nye Scene. Nye Scene blev indviet i august 1931 og indtil 1941 havde Statsradiofonien radiostudier i Stærekassen. 
Navnet, der hentyder til bygningens originale udseende, blev først brugt (spøgende) af politikeren Elna Munch. Men i nyere tid er det blevet officielt og erstatter navnet Nye Scene.
Stærekassen, som indtil starten af 2008 var en skuespilscene, er udsmykket i art deco (og andre stilarter). Den tårnagtige scenebygning hænger over August Bournonvilles Passage på siden af det gamle teater. Stærekassen er tegnet af arkitekten Holger Jacobsen. Bygningen var i samtiden meget omdiskuteret, og den blev et yndet offer for Poul Henningsen og hans meningsfæller omkring tidsskriftet Kritisk Revy.
I 1995 blev Stærekassen fredet.

## Ekstern henvisning/kilde
- Det Kongelige Teater – Stærekassen Arkiveret 11. februar 2007 hos  Wayback Machine

- Wikimedia Commons har flere filer relateret til Stærekassen

55°40′45″N 12°35′12″Ø / 55.67917°N 12.58667°Ø
| Kunst og kultur | Spire Denne artikel om scenekunst og teater er en spire som bør udbygges. Du er velkommen til at hjælpe Wikipedia ved at udvide den. |